# Oliver Sacks
Oliver Wolf Sacks (Londen, 9 juli 1933 – New York, 30 augustus 2015) was een Brits neuroloog die vooral bekend is om zijn boeken over de menselijke kant van neurologische afwijkingen. Hij was hoogleraar neurologie aan de New York-universiteit en visiting professor aan de Universiteit van Warwick. In Nederland is Oliver Sacks ook bekend om zijn bijdrage aan de VPRO-televisieserie 'Een Schitterend Ongeluk' van Wim Kayzer.

## Biografie
Sacks groeide op in een orthodox-joods gezin in Cricklewood, noordwest Londen. Hij was de jongste van vier kinderen van Samuel Sacks en Muriel Elsie Landau. Zijn beide ouders waren arts; zijn moeder was een van de eerste vrouwelijke Britse chirurgen. Hij studeerde medicijnen aan de Universiteit van Oxford en deed zijn assistentschappen aan de Universiteit van Californië - Los Angeles. Daarna vertrok hij in 1960 naar Canada om vervolgens in 1965 naar New York te gaan waar hij een eigen praktijk betrok.
Sacks is vooral bekend van zijn boeken, waarin hij op toegankelijke en ook wel humoristische wijze over zijn patiënten en ervaringen in het neurologisch vakgebied schreef. Een van zijn bekendste boeken, Awakenings uit 1973, verhaalt over zijn ervaringen met het toedienen van het toen nieuwe medicijn Levodopa (L-dopa) aan comateuze patiënten met de slaapziekte encephalitis lethargica, die deze ziekte hadden opgelopen tijdens de epidemie van 1917 tot 1928. Aanvankelijk lijkt het middel te werken, maar het blijkt slechts een tijdelijk effect te hebben. Dit boek is tweemaal verfilmd, eerst als televisiefilm voor Yorkshire Television door Duncan Dallas (1973) en later als Awakenings (1990) door Penny Marshall, met Robert De Niro en Robin Williams. De film At first sight (Irwin Winkler, 1999) is gebaseerd op Oliver Sacks' boek Een antropoloog op Mars. In het boek De man die zijn vrouw voor een hoed hield (1985) beschreef Sacks zijn patiënten en ervaringen tijdens zijn werk als neuroloog. Een van die patiënten zag zijn vrouw aan voor een hoed: hij greep haar vast en probeerde haar op zijn hoofd te zetten.
In 2009 gaf Sacks een lezing over hallucinaties op de TED (conferentie).
Sacks is nooit getrouwd geweest en leefde het grootste deel van zijn leven alleen. Hij sprak voor het eerst over zijn homoseksualiteit in zijn autobiografie in 2015  On the Move: A Life. In 2008 begon hij een vriendschap met schrijver en New York Times-medewerker Bill Hayes. Hun vriendschap werd langzaam een warme relatie, die duurde tot de dood van Sacks; Hayes schreef erover in zijn memoires Insomniac City 2017: New York, Oliver Sacks en Me. 
Op 19 februari 2015 stuurde hij een open brief naar The New York Times waarin hij zijn aanstaande dood aankondigde. Hij maakte bekend dat hij terminale kanker had. Een melanoom in een van zijn ogen was uitgezaaid naar zijn lever. In Dankbaarheid zijn deze stukken bijeengebracht. Op 30 augustus 2015 overleed hij op 82-jarige leeftijd.